# Love/Soldier
Love/Soldier è un singolo di Franco Battiato, pubblicato con lo pseudonimo di Springfield  nel 1973 dalla Bla Bla.

## Descrizione
Battiato pubblicò sotto pseudonimo questo disco di musica leggera in lingua inglese per non compromettere la fama di rocker trasgressivo di cui godeva in quel periodo. Sebbene sulle etichette del disco i brani siano accreditati a "Conz - Ed de Joy", gli autori registrati alla SIAE sono Rossella Conz per il testo e Pino Massara e Franco Battiato per le musiche.
Le due canzoni sono state pubblicate nella riedizione su CD del 2007 della raccolta Tarzan, che contiene vari brani editi dall'etichetta Bla Bla.

## Tracce
Testi di Rossella Conz, musiche di Pino Massara e Franco Battiato.
1. Love – 2:12
2. Soldier – 2:50

Durata totale: 5:02